# Christopher Schorch
Christopher Schorch est un footballeur allemand né le 30 janvier 1989 à Halle, évoluant au poste de défenseur central avant de devenir entraîneur .
Il est transféré en juillet 2009 au FC Cologne, pour 3 millions d'euros et un contrat de 4 ans, après n'avoir jamais joué en équipe A du Real Madrid.

## Palmarès
Néant